# Sirr al-Khatim al-Khalifa
Sirr Al-Khatim Al-Khalifa Al-Hassan (àrab: سر الختم الخليفة الحسن, Sirr al-Ḫatim al-Ḫalīfa al-Ḥasan) (Ed Dueim, 1 de gener de 1919 - 18 de febrer de 2006) fou un polític, ambaixador i educador d'elit sudanès. Famós pel seu gran llegat en educació i en la fundació de les impremtes per al Ministeri d'Educació del Sudan, i com a primer ministre a l'anomenat règim d'octubre.

## Primers anys
Al-Khalifa va néixer a Ed Dueim, fill d'al-Khalifa Hassan Ahmed i de Nafisa Al-Fakki Alabead. Descendent de la tribu Gaalin o Al Jalain, el seu pare va emigrar de Shendi a Ed Dueim i fou nomenat com a califa (khalifa) de la confraria Khatamiya.
Durant els primers anys de la dècada de 1920 es dedicà a l'ensenyament primari a l'escola rural d'Ed Dueim i a l'Escola Intermèdia Berber. El 1937 es graduà com educador de professors al Gordon Memorial College. Al-Khalifa esdevingué professor a la Universitat de Bakhtalruda des de 1938 fins a 1944, fins que va passar a la Gran Bretanya per continuar la seva educació.
El 1944 Al-Khalifa promovia la seva educació assistint a Exeter College, de la Universitat d'Oxford. El 1946 retornà al Sudan per continuar la seva tasca d'ensenyament a Bakhtalruda.

## Viatge al Sudan del Sud
El 1950, després de l'abandonament de l'anomenada "política del Sud", una política colonial en la que Sudan del Sud era aïllat de l'educació i desenvolupament econòmic, Al-Khalifa fou nomenat com a Oficial d'Educació Provincial a Equatòria a la ciutat de Juba. Després de set anys d'èxit a la feina, se'l promogué per convertir-se en Vicedirector d'Educació per a les Províncies del Sud, la posició educativa més alta a la regió. Durant aquest temps augmentava el nombre d'escoles i introduïa la llengua àrab a la regió. Va passar 10 anys al Sudan del Sud, estenent l'educació i obrint el tancat territori, i es convertia en un personatge molt ben vist i respectat en la totalitat del Sudan, al Sud i al Nord.

## Retorn a Sudan del Nord
El 1962, Al-Khalifa fou nomenat com a degà Khartoum Technical Institute. Va passar dos anys a la feina, i se l'anomenà "Pare de l'Educació Tècnica" al Sudan, donat el gran esforç i el temps que dedicava a la tasca en aquesta nova escola tècnica.

## Revolució de 1964 i carrera política
L'octubre de 1964 va caure el règim militar d'Ibrahim Abbud. Les vagues i manifestacions foren conegudes com a "revolució d'octubre" i van forçar a Abbud a retornar el poder als civils. Al-Khalifa fou designat pel partit Umma com a candidat a primer ministre per a un govern transitori per preparar-se pel preparar eleccions. Molts estaven d'acord amb el candidat; altres, incloent-hi el Partit Comunista del Sudan estaven en desacord a causa de la seva inexperiència política i proposava a Abdin Ismail o a Jaafar Karrar. Després d'unes quantes reunions entre els diferents partits, al-Khalifa fou nomenat com primer ministre del govern transitori que es va formar el 30 d'octubre; el govern va incloure representants dels 5 principals partits i dels sindicats. El mateix dia es va acabar la vaga general i es van retirar els tancs del carrer.
El règim Al-Khalifa era molt frisós d'encarar, tractar i trobar solucions pacífiques per al problema del sud. Ocupant poques posicions importants, els polítics del Sud van permetre coses que foren considerades nordistes. Clement Mboro esdevingué el primer sudista a ocupar la posició de ministre d'Interior. El 15 de novembre Abbud, que conservava la presència, va dimitir i per pocs dies el primer ministre va assegurar les funcions de cap d'estat (16 de novembre de 1964 a 3 de desembre de 1964) fins al 3 de desembre quan es va retornar al sistema de Consell de sobirania o Consell Suprem de cinc membres, Es va acordar depurar l'exèrcit. El 6 de desembre va córrer el rumor de l'assassinat del dirigent sudista Clement Mboro (cap del Front Nacional del Sud) a mans d'un nordista i a Khartum àrabs i sudistes es van enfrontar pels carrers morint 14 persones i amb 400 ferits (el rumor va resultar ser fals). El desembre el primer ministre va visitar el sud i va fer dictar una amnistia que no fou acceptada pels dirigents sudistes i la guerra va prosseguir. El febrer els comunistes foren apartats del govern.

## 1965 Conferència de la Taula Rodona
Al-Khalifa va cridar a establir la Conferència de la Taula Rodona amb la presència de 24 polítics del Sud i 18 representants de partits del Nord per encarar el problema del Sud. La conferència es va planificar originalment a Juba entre el 16 i el 19 de març de 1965; tanmateix, uns quants incidents i aldarulls a Juba van aconsellar el trasllat de la conferència a Khartum. No obstant la conferència arribava a un bloqueig i es va acabar amb l'establiment d'un Comitè de Dotze Homes, formats per representants del partits polítics que participaven en la reunió. Al-Khalifa fou forçat a dimitir i a prometre eleccions per abans del juny. Les eleccions es van fer el 21 d'abril, només al nord, no celebrant-se al sud per raons de seguretat. Al-Khalifah va cessar (9 de juny) i el cap del partit Umma, Muhammad Ahmad Maghoub, fou elegit nou primer ministre (dia 10), ja que el líder principal del partit. Sadiq al-Mahdi, no tenia encara els 30 anys que la constitució imposava per optar al càrrec.

## Període diplomàtic
Al-Khalifa fou nomenat com ambaixador a Itàlia el 1966. El març de 1968, se'l transferia per convertir-se en ambaixador a la Gran Bretanya. El 25 de maig de 1969, quan Gaafar al-Nimeiry va agafar el poder, Al-Khalifa fou informat del seu final de servei i fou privat del seu passaport diplomàtic. S'havia de presentar immediatament a Khartum. Alguns creien que aquest tèlex esmussat era una resposta de Babiker Awadallah, anterior cap de justícia i ara primer ministre en el nou règim de Nimeiry, a la traïció d'al-Khalifa a la Revolució d'Octubre convocant les eleccions de 1965 que donaren el poder als partits Umma-Partit Democràtic Popular del Sudan. Després de realitzar l'adéu diplomàtic a la Reina, Al-Khalifa retornava a Khartum al començament de juny de 1969.

## Vida posterior
El 1973 al-Nimeiry nomenava al-Khalifa com a Ministre d'Educació. Va tenir aquesta posició durant dos anys; el 1982 fou nomenat assessor del President sobre Afers Educatius fins al final de l'era de Nimeiry el 1985. Posteriorment va viure retirat de la política.
L'endemà de la seva mort, assistien a l'enterrament d'al-Khalifa al cementiri d'al-Bakri (19 de febrer de 2006) milers dels seus col·legues, polítics, educadors i estudiants. Va deixar un fill de nom Hasan i quatre filles: Nafisa, Sulafa, Sara i Sawsan. Fou un dels autors del famós llibre de geografia del programa d'escola primària del Sudan, anomenat Sobol Kasb Al-ayash Fe Es Sudan (Mitjans per guanyar-se la vida al Sudan), que explorava les diferents regions del Sudan, introduint els dialectes i costums de cada regió.